# Leichtathletik-Länderkampf der Männer 1988 Polen – BR Deutschland – Frankreich – Kanada Jahrgänge 1965 und jünger
| 14. Leichtathletik-Länderkampf mit bundesdeutscher Beteiligung 1988                                | 14. Leichtathletik-Länderkampf mit bundesdeutscher Beteiligung 1988 |
| -------------------------------------------------------------------------------------------------- | ------------------------------------------------------------------- |
| |                                                                     |
| Ländervergleich der Männer Jahrgänge 1965 und jünger: Polen – BR Deutschland – Frankreich – Kanada |                                                                     |
| Austragungsort                                                                                     | Posen                                                               |
| Wettbewerbe                                                                                        | 20                                                                  |
| Datum                                                                                              | 20. August                                                          |
| 1. FRA 2. POL 3. FRG 4. CAN                                                                        | 210,5 Punkte 209,0 Punkte 199,5 Punkte 77,0 Punkte                  |
| Chronik                                                                                            |                                                                     |
| ← GBR-FRG Hürden/ 00Sprung/Wurf (F)                                                                | POL-FRG-FRA-CAN Jahrg.00 1965 u. jünger (F) →                       |

Im vierzehnten Vergleich des Länderkampfjahres 1988 stand eine weitere Begegnung mit dem allgemeinen leichtathletischen Programm an. Der Vierländerkampf zwischen Polen, der Bundesrepublik, Frankreich und Kanada stellte wieder eine Förderung des Nachwuchses dar. Die Teilnahme war auf die Jahrgänge 1965 und jünger beschränkt, das Höchstalter der Athleten betrug 23 Jahre. Das war in dieser Form eine Premiere, vorherige Begegnungen zur Nachwuchsförderung hatten andere Altersbeschränkungen. Am 20. August traten die Athleten der vier Länder in der im Westen Polens gelegenen Stadt Posen zu ihren Wettkämpfen an.
Auch die Frauen führten am selben Tag und selben Ort einen Länderkampf der Jahrgänge 1965 und jünger durch.

## Modus
Auf dem Programm standen neunzehn der bei Männerbergleichen üblichen zwanzig Disziplinen – es fehlte die zweite Bahnlangstrecke über 10.000 Meter. Als zwanzigste Disziplin wurde darüber hinaus ein Gehwettbewerb über 10.000 Meter ausgetragen. Am Start waren zwei Teilnehmer je Land und Wettbewerb. Die Wertung in den Einzelläufen erfolgte nach folgendem System: 1. Platz: 9 Punkte / 2. Pl.: 7 P / 3. Pl.: 6 P / 4. Pl.: 5 P / … In den Staffeln wurde zehn zu sieben zu vier zu zwei gewertet.

## Ergebnis
In den Einzelläufen errang Frankreich vier Siege bei zwei Doppelerfolgen, Polen verbuchte drei Disziplingewinne, die Bundesrepublik einen. Darüber hinaus teilten sich Polen und die Bundesrepublik das Rennen über 400 Meter Hürden. Beide Staffeln gingen an Frankreich. Im Gehen lagen die beiden polnischen Vertreter auf den Rängen eins und zwei. Im Bereich Sprung erwiesen sich wieder Frankreichs Athleten mit zwei Siegen am stärksten. Polen kam hier auf einen Erfolg und der Gewinn des Stabhochsprungs wurde zwischen der Bundesrepublik und Frankreich geteilt. Die Kategorie Wurf/Stoß dominierten die bundesdeutschen Wettbewerber, die drei Wettbewerbe für sich entschieden. Nur im Hammerwurf lag Frankreich vorn. Für die Länderkampfwertung zählten neben den Disziplinsiegen auch die Punkte aus den weiteren Platzierungen. So war der Ausgang auf den ersten beiden Rängen am Ende äußerst knapp. Frankreich setzte sich mit 210,5 Punkten durch und hatte dabei nur eineinhalb Punkte Vorsprung vor den zweitplatzierten Polen. Auch nicht weit zurück folgten die bundesdeutschen Vertreter mit 199,5 Punkten auf Rang drei. Mit 77 Punkten belegte Kanada deutlich abgeschlagen den vierten und letzten Platz.

## Legende
Kurze Übersicht zur Bedeutung der Symbolik – so üblicherweise auch in sonstigen Veröffentlichungen verwendet:
| DNF | nicht im Ziel (did not finish) |
| NMH | keine Höhe (No Mark)           |
| ogV | ohne gültigen Versuch          |

## Einzelresultate

### 100 m
| Platz | Athlet           | Land | Zeit (s) |
| ----- | ---------------- | ---- | -------- |
| 1     | Alain Mazzella   | FRA  | 10,55    |
| 2     | Bertrand Chatam  | FRA  | 10,62    |
| 3     | Cezary Rybarczyk | POL  | 10,64    |
| 4     | Andrzej Popa     | POL  | 10,66    |
| 5     | Arnold Zawitzki  | FRG  | 10,70    |
| 6     | Dietmar Schulte  | FRG  | 10,73    |
| 7     | Kelly Crerar     | CAN  | 11,02    |
| DNF   | lan Hilton       | CAN  |          |

Wind: +0,1 m/s

### 200 m
| Platz | Athlet               | Land | Zeit (s) |
| ----- | -------------------- | ---- | -------- |
| 1     | Alain Mazzella       | FRA  | 21,35    |
| 2     | Tomasz Jędrusik      | POL  | 21,36    |
| 3     | Frank Kobor          | FRG  | 21,52    |
| 4     | Bertrand Chatam      | FRA  | 21,54    |
| 5     | Johannes Wischerhoff | FRG  | 21,55    |
| 6     | Pawel Kasprzak       | POL  | 21,63    |
| 7     | Kelly Crerar         | CAN  | 22,14    |
| 8     | Jay Wallace          | CAN  | 23,35    |

Wind: ±0,0 m/s

### 400 m
| Platz | Athlet              | Land | Zeit (s) |
| ----- | ------------------- | ---- | -------- |
| 1     | Thierry Diagana     | FRA  | 46,70    |
| 2     | Jean-Claude Laurent | FRA  | 46,83    |
| 3     | Wojciech Lach       | POL  | 47,15    |
| 4     | Arndt Podzielny     | FRG  | 47,68    |
| 5     | Ralph Pfersich      | FRG  | 47,87    |
| 6     | Troy Jackson        | CAN  | 47,93    |
| 7     | Krysztof Sidowski   | POL  | 48,18    |
| 8     | Jay Wallace         | CAN  | 48,54    |

### 800 m
| Platz | Athlet            | Land | Zeit (min) |
| ----- | ----------------- | ---- | ---------- |
| 1     | Denis Badie       | FRA  | 1:51,45    |
| 2     | Dariusz Odya      | POL  | 1:51,62    |
| 3     | Dietmar Stephan   | FRG  | 1:51,77    |
| 4     | Mike Birk         | CAN  | 1:51,78    |
| 5     | Mariusz Chawrylak | POL  | 1:52,07    |
| 6     | Rüdiger Stenzel   | FRG  | 1:52,17    |
| 7     | Frédéric Cornette | FRA  | 1:52,63    |
| 8     | Kelly Robinson    | CAN  | 1:57,25    |

### 1500 m
| Platz | Athlet             | Land | Zeit (min) |
| ----- | ------------------ | ---- | ---------- |
| 1     | Jerzy Rafał        | POL  | 3:57,17    |
| 2     | Dariusz Skura      | POL  | 3:57,97    |
| 3     | Yves Barnier       | FRA  | 3:58,05    |
| 4     | Stefan Plätzer     | FRG  | 3:58,31    |
| 5     | Christophe Nielett | FRA  | 3:58,68    |
| 6     | Christoph Meyer    | FRG  | 3:58,70    |
| 7     | Tom Besaid         | CAN  | 4:00,70    |
| 8     | Mike Byers         | CAN  | 4:01,56    |

### 5000 m
| Platz | Athlet                 | Land | Zeit (min) |
| ----- | ---------------------- | ---- | ---------- |
| 1     | Leszek Beblo           | POL  | 14:09,39   |
| 2     | Antoine Rapisalda      | FRA  | 14:11,20   |
| 3     | Jean-Pierre Lautredoux | FRA  | 14:12,84   |
| 4     | Waldemar Piertruzska   | POL  | 14:21,33   |
| 5     | Heinz-Bernd Bürger     | FRG  | 14:26,37   |
| 6     | Chris Weber            | CAN  | 14:26,51   |
| 7     | Michael Spindler       | FRG  | 14:30,92   |
| 8     | John Castellano        | CAN  | 14:44,32   |

### 110 m Hürden
| Platz | Athlet           | Land | Zeit (s) |
| ----- | ---------------- | ---- | -------- |
| 1     | Pjotr Wojcik     | POL  | 13,99    |
| 2     | Stefan Mattern   | FRG  | 14,06    |
| 3     | Tomasz Nagórka   | POL  | 14,10    |
| 4     | Olivier Vallaeys | FRA  | 14,16    |
| 5     | Martin Wiechert  | FRG  | 14,21    |
| 6     | Kevin Reid       | CAN  | 14,24    |
| 7     | Vincent Clarice  | FRA  | 14,24    |
| 8     | Mark Samson      | CAN  | 15,03    |

Wind: −1,4 m/s

### 400 m Hürden
| Platz | Athlet            | Land | Zeit (s) |
| ----- | ----------------- | ---- | -------- |
| 1     | Carsten Köhrbrück | FRG  | 50,58    |
| 2     | Robert Zajkowski  | POL  | 50,75    |
| 3     | Paweł Woźniak     | POL  | 50,79    |
| 4     | Sylvani Mordeau   | FRA  | 51,19    |
| 5     | Olaf Hense        | FRG  | 52,11    |
| 6     | Pascal Mara       | FRA  | 52,19    |
| 7     | Neville Douglas   | CAN  | 52,77    |
| 8     | Laurent Birade    | CAN  | 55,94    |

### 3000 m Hindernis
| Platz | Athlet          | Land | Zeit (min) |
| ----- | --------------- | ---- | ---------- |
| 1     | Michael Heist   | FRG  | 8:38,14    |
| 2     | Wiktor Pietrzyk | POL  | 8:39,73    |
| 3     | Steven Conwell  | CAN  | 8:40,64    |
| 4     | Burkhard Dahm   | FRG  | 8:44,59    |
| 5     | Benoit Cesar    | FRA  | 8:58,42    |
| 6     | Buddy Vith      | CAN  | 9:01,14    |
| 7     | Leszek Stoklosa | POL  | 9:03,80    |
| 8     | Fabrice Joneau  | FRA  | 9:06,84    |

### 4 × 100 m Staffel
| Platz | Besetzung      | Land                                                                      | Zeit (s) |
| ----- | -------------- | ------------------------------------------------------------------------- | -------- |
| 1     | Frankreich     | Jean-Claude Laurent Nicolla Bertrand Chatam Alain Mazzella                | 40,21    |
| 2     | Polen a        | Andrzej Popa Cecary Rybarczyk Rafał Bykowski                              | 40,36o   |
| 3     | BR Deutschland | Dietmar Schulte Johannes Wischerhoff Klaus‑Christian Weigeldt Frank Kobor | 40,54    |
| 4     | Kanada         | Kevin Reid Kelly Crerar Mark Samson Dave Pilgrim                          | 41,29    |

### 4 × 400 m Staffel
| Platz | Besetzung      | Land                                                               | Zeit (min) |
| ----- | -------------- | ------------------------------------------------------------------ | ---------- |
| 1     | Frankreich     | Jean-Claude Laurent Bruno Konczylo Le Baas Thierry Diagana         | 3:07,18    |
| 2     | BR Deutschland | Ralph Pfersich Frank Kobor Michael Grün Volker Höschele            | 3:08,92    |
| 3     | Polen          | Mariusz Rzadzinski Wojciech Lach Krysztof Sidowski Dariusz Rychter | 3:09,70    |
| 4     | Kanada         | Jay Wallace Mike Birk Kelly Crerar Kelly Robinson                  | 3:14,46    |

### 10.000 m Gehen
| Platz | Athlet              | Land | Zeit (min) |
| ----- | ------------------- | ---- | ---------- |
| 1     | Robert Korzeniowski | POL  | 41:47,73   |
| 2     | Maciej Przybysz     | POL  | 42:35,19   |
| 3     | René Piller         | FRA  | 42:41,65   |
| 4     | Andreas Hühmer      | FRG  | 43:04,45   |
| 5     | Christopher Cousin  | FRA  | 44:38,09   |
| 6     | Andreas Luttmann    | FRG  | 45:04,78   |
| 7     | Gilbert Dadusi      | CAN  | 45:23,41   |
| 8     | Benoit Gauthier     | CAN  | 48:09,22   |

### Hochsprung
| Platz | Athlet             | Land | Höhe (m) |
| ----- | ------------------ | ---- | -------- |
| 1     | Eric Maneira       | FRA  | 2,16     |
| 2     | Ralf Sonn          | FRG  | 2,13     |
| 3     | Jarosław Kotewic   | POL  | 2,10     |
| 4     | Claude Dicquel     | FRA  | 2,00     |
| 5     | Ralf Neunzling     | FRG  | 2,00     |
| 6     | Patrick Renaud     | CAN  | 2,00     |
| 7     | Jacek Bialobrzeski | POL  | 1,95     |
| 8     | Mark Tremblein     | CAN  | 1,95     |

### Stabhochsprung
| Platz | Athlet               | Land | Höhe (m) |
| ----- | -------------------- | ---- | -------- |
| 1     | Bernhard Zintl       | FRG  | 5,40     |
| 2     | Doug Woods           | CAN  | 5,10     |
| 3     | Jean-Marc Tailhardat | FRA  | 4,90     |
| 4     | Christopher Tourel   | FRA  | 4,70     |
| 4     | Piotr Cesarek        | POL  | 4,70     |
| 6     | Wojciech Dakiniewicz | POL  | 4,70     |
| 6     | Mark Lugenbühl       | FRG  | 4,70     |
| NMH   | Martin Vaughan       | CAN  | ogV      |

### Weitsprung
| Platz | Athlet             | Land | Weite (m) |
| ----- | ------------------ | ---- | --------- |
| 1     | Krzysztof Kaniecki | POL  | 7,76      |
| 2     | Frank Lesta        | FRA  | 7,73      |
| 3     | Peter Rouhi        | FRG  | 7,62      |
| 4     | Rudi Versena       | FRA  | 7,47      |
| 5     | Jan Hilton         | CAN  | 7,41      |
| 6     | Kersten Wolters    | FRG  | 7,30      |
| 7     | Jacek Zawadzki     | POL  | 7,24      |
| 8     | Dave Pilgrim       | CAN  | 7,17      |

### Dreisprung
| Platz | Athlet              | Land | Weite (m) |
| ----- | ------------------- | ---- | --------- |
| 1     | Pierre Camara       | FRA  | 16,39     |
| 2     | Piotr Weremczuk     | POL  | 16,02     |
| 3     | Kersten Wolters     | FRG  | 15,92     |
| 4     | Georges Sainte-Rose | FRA  | 15,87     |
| 5     | Wojciech Bielewicz  | POL  | 15,80     |
| 6     | Carsten Stephan     | FRG  | 15,28     |
| 7     | Mark Joseph         | CAN  | 15,02     |
| 8     | Kerry Munro         | CAN  | 14,56     |

### Kugelstoßen
| Platz | Athlet            | Land | Weite (m) |
| ----- | ----------------- | ---- | --------- |
| 1     | Michael Mertens   | FRG  | 18,40     |
| 2     | Oliver Dück       | FRG  | 17,55     |
| 3     | Miroslaw Regin    | POL  | 17,28     |
| 4     | Roman Janczak     | POL  | 16,89     |
| 5     | Kevin Pommer      | CAN  | 16,63     |
| 6     | Erik Bonatini     | FRA  | 15,39     |
| 7     | Philippe Priquet  | FRA  | 14,93     |
| 8     | Michael Reinhardt | CAN  | 14,06     |

### Diskuswurf
| Platz | Athlet             | Land | Weite (m) |
| ----- | ------------------ | ---- | --------- |
| 1     | Carsten Kufahl     | FRG  | 61,56     |
| 2     | Marek Majkrzak     | POL  | 57,04     |
| 3     | Michael Möllenbeck | FRG  | 53,98     |
| 4     | Daniel Szymanski   | POL  | 53,52     |
| 5     | Jan Popa           | FRA  | 52,32     |
| 6     | Erik Phony         | FRA  | 49,56     |
| 7     | Jeff Gillan        | CAN  | 45,42     |
| 8     | Franco Radin       | CAN  | 42,72     |

### Hammerwurf
| Platz | Athlet           | Land | Weite (m) |
| ----- | ---------------- | ---- | --------- |
| 1     | Raphaël Pielanti | FRA  | 72,70     |
| 2     | Claus Dethloff   | FRG  | 71,56     |
| 3     | Fadeni Kühn      | FRA  | 70,80     |
| 4     | René Fox         | FRG  | 68,98     |
| 5     | Bogdan Bogacz    | POL  | 64,64     |
| 6     | Jacek Dreger     | POL  | 61,60     |
| 7     | Evan Brown       | CAN  | 55,42     |
| 8     | Eider Pfeifer    | CAN  | 55,36     |

### Speerwurf
| Platz | Athlet              | Land | Weite (m) |
| ----- | ------------------- | ---- | --------- |
| 1     | Andreas Linden      | FRG  | 74,10     |
| 2     | François Demontigny | FRA  | 71,50     |
| 3     | Miroslaw Ketrzynski | POL  | 71,48     |
| 4     | Adam Kosakowski     | POL  | 70,20     |
| 5     | Knut Hempel         | FRG  | 69,88     |
| 6     | Peter Maasfellar    | CAN  | 68,32     |
| 7     | Christophe Laudat   | FRA  | 67,18     |
| 8     | Louis Brault        | CAN  | 66,84     |